# Vikram Samvat
Il Vikram Samvat (विक्रम संवत् - vikrama saṃvat;  anche विक्रम, "Vikrama", "coraggio", perché si ritiene sia stato iniziato dal leggendario re विक्रमादित्य, Vikramāditya, letteralmente "sole di coraggio"; talvolta Bikram Sambat) è il calendario indù storicamente usato nel subcontinente indiano. Spesso è abbreviato come B.S..
Il Vikrama è un samvat (calendario indù, cioè costruito secondo i precetti della religione induista) seguito in molte aree dell'Asia meridionale, come Nepal e nel Nord dell'India, nonostante il calendario nazionale indiano abbia origine dallo Shalivahana samvat o Saka samvat, iniziato da Shalivahana, re dei Saci
È un calendario lunare basato sulla tradizione induista, e risulta in anticipo di 56,7 anni rispetto al calendario gregoriano. L'anno 2000 d.C., per esempio, equivaleva all'anno 2056/2057 B.S..
Nella tradizione indiana e nepalese si tramanda che questo calendario fu stabilito dal leggendario re Vikramāditya dopo una vittoria militare sul popolo degli Sciti nel 56 a.C.
È stato adottato come calendario religioso del Nepal nel 1903 ad opera del Primo ministro Chandra Shamsher dove è utilizzato insieme al tradizionale Nepal Sambat.

## Differenze tra Vikrama e Shalivahana
Sia il Vikrama sia lo Shalivahana sono calendari lunisolari, e prevedono cicli annuali di dodici mesi lunari, ciascun mese diviso in due fasi: la 'metà luminosa' (shukla paksha) e la 'metà oscura' (bahula paksha o krishna paksha), corrispondenti rispettivamente ai periodi di luna crescente e calante. Perciò, il periodo tra il primo giorno dopo la luna nuova e il giorno di luna piena costituisce lo shukla paksha o 'metà luminosa' del mese; il periodo tra il primo giorno dopo la luna nuova e il giorno di luna nuova costituisce il bahula paksha o 'metà oscura' del mese.
I nomi dei 12 mesi, come la loro successione, sono gli stessi in entrambi i calendari; tuttavia, il capodanno è celebrato in momenti diversi e l'"anno zero" dei due calendari è differente; nel calendario Vikrama, l'anno zero è il 56 a.C. del calendario gregoriano, mentre nel calendario Shalivahana è il 78 d.C. Il calendario Vikrama comincia con il mese Kartika (ottobre/novembre) e la festa Deepavali segna il capodanno; il calendario Shalivahana comincia con il mese Chaitra (marzo/aprile) e la festa Ugadi/Gudi Padwa segna il capodanno.
Un'altra differenza tra i due calendari è che mentre ogni mese nel Vikrama comincia con la 'metà oscura' seguita dalla 'metà luminosa', nello Shalivahana accade l'opposto; ciò però non accade in alcuni mesi particolari che vengono schiacciati "a panino" tra i paksha dei mesi regolari: questo sistema è comune anche ad altri calendari indù ed è chiamato pūrnimānta māna.

## Calendario
L'anno inizia solitamente verso la metà di aprile del calendario gregoriano. I mesi sono dodici, con una variabile durata che va dai 29 ai 32 giorni.
| Nome mese      | Numero giorni | corrispondenza calendario gregoriano |
| -------------- | ------------- | ------------------------------------ |
| Baiśākha - बैशाख | 31            | aprile - maggio                      |
| Jeṭha - जेठ     | 31 - 32       | maggio - giugno                      |
| Asāra - असार    | 31            | giugno - luglio                      |
| Śāvaṇa - शावण   | 32            | luglio - agosto                      |
| Bhādra - भाद़    | 31 - 32       | agosto - settembre                   |
| Asoja - असोज    | 30 - 31       | settembre - ottobre                  |
| Kārtika - कार्तिक | 29 - 30       | ottobre - novembre                   |
| Maṃsira - मंसिर  | 29 - 30       | novembre - dicembre                  |
| Pauṣa - पौष     | 29 - 30       | dicembre - gennaio                   |
| Mādha - माध     | 29 - 30       | gennaio - febbraio                   |
| Phāgūna - फागून  | 29 - 30       | febbraio - marzo                     |
| Caita - चैत     | 30 - 31       | marzo - aprile                       |